# Lestes vigilax
Lestes vigilax – gatunek ważki z rodziny pałątkowatych (Lestidae). Występuje na terenie Ameryki Północnej.